# 赫斯特国际集团
赫斯特国际集团（Hearst Communications, Inc.）是一家美国的跨国大众媒体和商业信息集团，总部位于纽约市曼哈顿中城的赫斯特大厦。它的创始人是报业大亨威廉·赫斯特。集团在1935年达到鼎盛，在九个城市拥有26家日报、17家星期日报、14家杂志、3家新闻社、2家电影公司和8家电台。它在全世界出版了数十个版本的、《17》、等著名时尚杂志。2014年12月16日赫茲國際集團斥資6億美元向法国FIMALAC SA收購其手中持有的30%惠譽國際股份、持股比例从50%到80％。

## 历史

### 早年
1880年，矿业企业家和美国参议员乔治·赫斯特收购了《旧金山观察报》。 1887年，他将《旧金山观察报》交给了他的儿子威廉·伦道夫·赫斯特，后者于当年成立了赫斯特公司。年轻的赫斯特最终将赫斯特旗下的报纸和杂志的读者人数从15000人增加到了2000多万人。赫斯特开始并购与推出其他报纸，包括1895年的《纽约新闻报》和1903年的《洛杉矶观察者报》。
1903年，赫斯特创办了《汽车》杂志，这是他公司杂志部门的第一本杂志。他在1905年收购了《时尚》，1911年收购了《好管家》。1913年，随着赫斯特国际图书馆的成立，公司进入了图书出版业。赫斯特在1910年代中期开始制作电影，创建了最早的动画工作室之一：国际电影服务，将赫斯特报纸上的人物变成电影人物。
赫斯特在1912年收购了《亚特兰大乔治报》，在1913年收购了《旧金山电话报》和《旧金山邮报》，在1917年收购了《波士顿广告报》和《华盛顿时报》（与今天的报纸无关），在1918年收购了《芝加哥先驱报》（由此产生了《先驱报》）。

### 巅峰时代

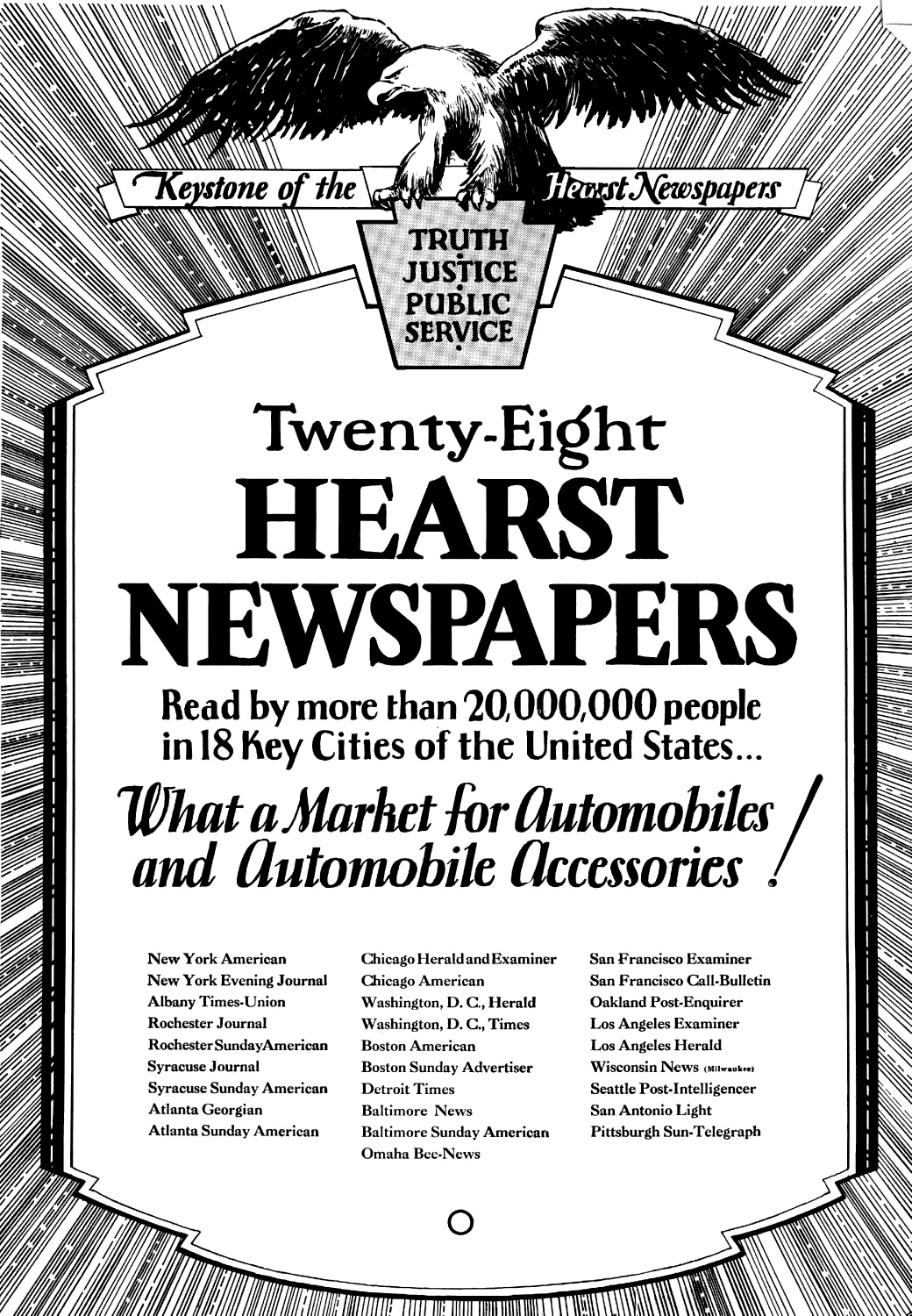
一则广告要求汽车制造商在赫斯特旗下媒体投放广告

20世纪20年代和30年代，赫斯特拥有世界上最大的媒体集团，其中包括一些杂志和主要城市的报纸。赫斯特还开始收购广播电台以补充他的媒体。赫斯特在20世纪20年代初遇到了财务挑战，当时他用公司资金在圣西蒙建造赫斯特城堡，并支持柯夢波丹制片公司的电影制作。这最终导致了1925年《赫斯特国际》杂志与《柯夢波丹》杂志的合并。
尽管有一些财务问题，赫斯特在1921年开始扩大其影响力，购买了《底特律时报》、《波士顿记录报》和《西雅图邮讯报》。赫斯特随后在1922年推出了《洛杉矶先驱报》和《华盛顿先驱报》，以及《奥克兰邮报》、《锡拉丘兹电报》和《罗切斯特美国日报》。他的收购狂潮一直持续到20世纪20年代中期，购买了《巴尔的摩新闻》（1923年）、《圣安东尼奥之光》（1924年）、《奥尔巴尼时报联盟》（1924年）和《密尔沃基哨兵》（1924年）。1924年，赫斯特以《纽约每日镜报》进入纽约市的小报市场，旨在与《纽约每日新闻》竞争。
除了印刷品和广播之外，赫斯特还在20世纪20年代初建立了柯夢波丹电影公司，在新成立的米高梅旗下发行他的电影。

### 大萧条时代
大萧条伤害了赫斯特和他的出版物。1931年至1939年，公司出售与合并了众多报纸。1947年，赫斯特为杜蒙电视网制作了一个早期的电视新闻节目：I.N.S. Telenews，1948年，他成为该国第一批电视台之一——巴尔的摩的WBAL-TV的所有者。
1958年，赫斯特的国际新闻社与E.W.斯克里普斯的合众国际社合并，组成联合国际新闻社，作为对美联社和路透社发展的回应。
1962年，洛杉矶的《先驱快报》和《考察者报》合并，导致许多记者被解雇，他们在1967年开始举行为期十年的罢工。罢工的影响加速了公司的消亡步伐，《先驱快报》于1989年11月2日停刊。

### 从纸媒到大众媒体
1982年，该公司将《美国波士顿先驱报》出售给鲁珀特·默多克的新闻集团，后者将该报更名为《波士顿先驱报》，至今仍与《波士顿环球报》竞争。
1986年，赫斯特收购了《休斯顿纪事报》，并在同年关闭了有213年历史的《巴尔的摩新闻-美国人报》，此前赫斯特曾试图与A.S.阿贝尔公司达成一项联合协议，该公司自1837年创办《巴尔的摩太阳报》以来一直出版该报。几天后，阿贝尔将该报卖给了钱德勒家族的《洛杉矶时报》的Times-Mirror集团，该集团也是《洛杉矶先驱报》的竞争对手，后者于1989年倒闭。1990年，国王特色娱乐公司和国王凤凰娱乐公司都在赫斯特娱乐公司的集体旗下进行了重塑。特写王娱乐公司更名为赫斯特娱乐发行公司，而凤凰王娱乐公司则更名为赫斯特娱乐制作公司。
1990年11月8日，赫斯特公司从RJR Nabisco公司收购了ESPN公司剩余的20%的股份，价格估计在1.65亿到1.75亿美元之间。在过去的25年里，据说ESPN的投资至少占赫斯特公司总利润的50%，价值至少为130亿美元。
1996年7月31日，赫斯特公司和委内瑞拉西斯内罗斯集团公司宣布其计划推出拉丁美洲动画有线电视频道Locomotion。
1997年3月27日，赫斯特广播公司宣布将以5.25亿美元的价格与阿盖尔电视控股公司II合并，合并在8月完成，成立了赫斯特-阿盖尔电视台（后在2009年更名为赫斯特电视台）。
2003年12月，漫威娱乐从赫斯特收购了Cover Concepts，以扩大漫威在公立学校儿童中的人口覆盖面。
2010年，赫斯特收购了数字营销机构iCrossing。2011年，赫斯特公司以超过7亿美元的价格吸收了拉加代尔集团的100多本杂志。2012年12月，赫斯特公司再次与NBC环球公司合作，推出Esquire网络。
2014年2月20日，赫斯特国际杂志社任命加里·埃利斯担任新职位——首席数字官。同年12月，梦工厂动画公司以8125万美元的价格将AwesomenessTV 25%的股份出售给赫斯特。
2017年1月，赫斯特宣布，它已经收购了利通娱乐的大部分股份。其首席执行官戴夫·摩根是赫斯特的前雇员。
2017年1月23日，赫斯特宣布它已经从第四代家族所有者杰克和约翰·巴特多夫手中收购了先锋集团的业务运营。先锋集团是一个位于密歇根州的通信网络，向全州的当地社区发行印刷品和数字新闻。除了日报《The Pioneer》和《Manistee News Advocate》之外，Pioneer还出版了三份周报和四份本地购物者出版物，并经营着数字营销服务业务。

## 外部連結
- 赫斯特国际集团官方网站 （页面存档备份，存于）
- Hearst的Facebook專頁
- hearst的Instagram帳戶
- HEARST的X（前Twitter）